# Matanuska-Susitna megye
Matanuska-Susitna Borough az Amerikai Egyesült Államokban, azon belül Alaszka államban található. Megyeszékhelye Palmer, legnagyobb városa Wasilla. Lakosainak száma 107 081 fő (2020. április 1.). Matanuska-Susitna megye Denali, Southeast Fairbanks Census Area, Copper River Census Area, Anchorage, Kenai Peninsula, Bethel Census Area, Yukon-Koyukuk Census Area és Chugach Census Area megyékkel határos.

## Népesség
A megye népességének változása:
| Lakosok száma | 89 787 | 91 886 | 93 845 | 95 192 | 101 095 | 107 081 |
|               | 2010   | 2011   | 2012   | 2013   | 2015    | 2020    |